# Moon over Naples
Moon over Naples ist ein von Bert Kaempfert geschriebener Popsong, der 1966 unter dem Titel Spanish Eyes von Al Martino gesungen zum internationalen Hit wurde.

## Geschichte
Zunächst wurde das Lied 1965 als Instrumentalversion auf Kaempferts Album The Magic Music of Far Away Places bei Decca Records veröffentlicht. Das Stück erreichte Platz 59 der amerikanischen Singlecharts und Platz eins der Billboard Easy Listening Charts. Für die Komposition erhielt Bert Kaempfert 1968 einen BMI Award.
Für eine Gesangsversion des Lieds mit dem nunmehr lautenden Titel Spanish Eyes und einem Text von Eddie Snyder arbeitete Kaempfert zunächst mit Freddy Quinn zusammen. Doch ein Streit zwischen den Plattenfirmen Quinns und Kaempferts beendete die Zusammenarbeit.

## Erfolg
In der Version von Al Martino wurde das Lied 1966 ein international erfolgreicher Hit und ein Nummer-eins-Hit in Belgien. Das Stück wurde zu Al Martinos Erkennungslied. Allein in Deutschland wurden über 800.000 Singles verkauft. Das Album gleichen Namens wurde Martinos drittes Top-Ten-Album.

## Coverversionen
Eine erste deutsche Schlagerversion hieß Mond guter Freund (1965), gesungen von Ivo Robić, sie wurde aber kein Hit. Die erste englische Version wurde gesungen von Freddy Quinn. Erst nach dem Erfolg von Al Martino wurde die deutsche Version Rot ist der Wein von Ivo Robić 1966 aufgenommen und kam in die Charts. Als Spanish Eyes wurde das Lied vielfach gecovert, unter anderem von Elvis Presley, Engelbert, Willie Nelson und Julio Iglesias, Wayne Newton und Faith No More.